# Saeculo Exeunte Octavo
Saeculo Exeunte Octavo es una encíclica del Papa Pío XII en la que honra a Portugal en la celebración de su 800 aniversario. Una gran parte de la encíclica tiene que ver con las actividades misioneras de Portugal y la necesidad de modernizar el trabajo misionero. Se dio en Roma, 13 de junio de 1940, en el segundo año de su pontificado.

## Resumen
El Pontífice revisa la historia portuguesa, mencionando entre otros exploradores como Enrique el Navegante y Vasco da Gama, que tomaron a lo largo de su viaje a los misioneros para hacer descubrimientos: su ilustre ejemplo inspiró en gran medida al mundo católico, incluidos los ciudadanos con orgullo de su patria, a la mayor difusión de las obras de apostolado. Alfonso de Albuquerque y João de Castro regían las colonias portuguesas, dando protección y asistencia a los misioneros católicos. Pero ahora hay una escasez de sacerdotes misioneros, especialmente en África. El Papa recomienda sociedades misioneras tales como la Sociedad Portuguesa para la Promoción de las Misiones Extranjeras Católica, con el fin de mejorar la calidad de la preparación, formación y la interacción entre el clero y las misiones. La selección de los candidatos es de especial interés para Pío XII, quien sugiere que sólo las personas con carácter perfecto deben ser enviadas. Hace un llamamiento al pueblo de Portugal, para apoyar a sus misioneros generosamente. Él les confía a todos los de Portugal la protección de Nuestra Señora de Fátima, que, como dijo en un discurso por radio, pudo haber ayudado a mantener Portugal en la Segunda Guerra Mundial.